# Jorgos Wasiliu (piłkarz)
Jorgos Wasiliu (ur. 12 czerwca 1984 w Limassolu) – cypryjski piłkarz występujący na pozycji pomocnika w Apollon Limassol.

## Kariera klubowa
Wasiliu profesjonalną karierę rozpoczął w klubie Aris Limassol, w którym, z roczną przerwą na grę w AEP Pafos, występował aż do 2012 roku. Przed rozpoczęciem sezonu 2012−2013 przeniósł się do innego cypryjskiego klubu – Apollon Limassol

## Kariera reprezentacyjna
W reprezentacji Cypru zadebiutował 11 listopada 2011 roku w towarzyskim meczu przeciwko Szkocji. Na boisku pojawił się w 74 minucie meczu.
| Mecze i gole w reprezentacji | Mecze i gole w reprezentacji | Mecze i gole w reprezentacji | Mecze i gole w reprezentacji | Mecze i gole w reprezentacji | Mecze i gole w reprezentacji | Mecze i gole w reprezentacji |
| 2011                         | 2011                         | 2011                         | 2011                         | 2011                         | 2011                         | 2011                         |
| ---------------------------- | ---------------------------- | ---------------------------- | ---------------------------- | ---------------------------- | ---------------------------- | ---------------------------- |
| 1.                           | 11.11.2011                   | Larnaka, Cypr                | Szkocja                      | 1:2                          | 0                            | towarzyski                   |
| 2012                         |                              |                              |                              |                              |                              |                              |
| 2.                           | 29.02.2012                   | Larnaka, Cypr                | Serbia                       | 0:0                          | 0                            | towarzyski                   |
| 3.                           | 15.08.2012                   | Sofia, Bułgaria              | Bułgaria                     | 0:1                          | 0                            | towarzyski                   |
| 4.                           | 14.11.2012                   | Nikozja, Cypr                | Finlandia                    | 0:3                          | 0                            | towarzyski                   |
| 2013                         |                              |                              |                              |                              |                              |                              |
| 5.                           | 06.02.2013                   | Nikozja, Cypr                | Serbia                       | 1:3                          | 0                            | towarzyski                   |

## Sukcesy
Apollon
- Puchar Cypru: 2013